# Chimie théorique
La chimie théorique est l'étude de la chimie à travers un raisonnement théorique fondamental (habituellement à l'aide des mathématiques et de la physique). En particulier, l'application de la mécanique quantique à la chimie a donné naissance à la chimie quantique. Depuis la fin de la seconde guerre mondiale, le progrès des ordinateurs a permis le développement de la chimie numérique (ou computationnelle).

## Branches de la chimie théorique
Chimie quantique
Application de la mécanique quantique à la chimie.
Chimie numérique
Application de codes informatiques à la chimie.
Chimie mathématique
Application des mathématiques à la chimie.
Modélisation moléculaire
Application de méthodes pour modéliser les structures des molécules sans utiliser nécessairement la mécanique quantique. Par exemple, la conception de médicament ("drug design" en anglais), la chimie combinatoire.
Dynamique moléculaire
Application de la mécanique classique pour simuler les mouvements des noyaux et l'assemblage d'atomes et de molécules. Plusieurs champs de force ont été développés afin de simuler la dynamique moléculaire. Certains de champs de force sont polarisables, les autres sont non polarisable.
Mécanique moléculaire
Modélisation des interactions intra- et inter-moléculaires et des surfaces d'énergie potentielle.
Cinétique chimique
Étude théorique des systèmes dynamiques lors des réactions chimiques à l'aide d'équations différentielles.